# Timtaghene
Timtaghene est une commune malienne, située dans le département de la Saharienne, chef-lieu cercle de Tessalit, dans la région de Kidal.